# سلفایا
سلفایا (به عربی: سلفایا) یک منطقهٔ مسکونی در لبنان است که در شهرستان عالیه واقع شده‌است.